# Ritthanuphap Jintanakong
Ritthanuphap Jintanakong (thailändisch ฤทธานุภาพ จินตนากอง; * 18. Februar 2005) ist ein thailändischer Fußballspieler.

## Karriere
Ritthanuphap Jintanakong erlernte das Fußballspielen in den Jugendmannschaften des Lampang FC und des Nongbua Pitchaya FC. Am 1. Juli 2024 unterschrieb er einen Vertrag beim Drittligisten Khelang United FC. Der Verein aus Lampang spielte in der Northern Region der Liga. Nach der Hinrunde wechselte er im Januar 2025 zu seinem Jugendverein, dem Zweitligisten Lampgang FC. Der Verein, der ebenfalls in Lampang beheimatet ist, spielt in der zweiten Liga, der Thai League 2. Sein Zweitligadebüt gab Jintanakong am 2. April 2025 (31. Spieltag) im Heimspiel gegen den Pattaya United FC. Bei dem 2:1-Erfolg wurde er in der 90. Minute für Saharat Panmarchya eingewechselt.